# Leptine
Leptine, figlio di Ermocrito (in greco antico: Λεπτίνης?, Leptínes; ... – 375 a.C.), è stato un generale siceliota di Siracusa, attivo durante le guerre condotte dal fratello Dionisio il Vecchio.

## Biografia
Leptine era fratello di Dioniso il Vecchio, tiranno di Siracusa. Viene citato la prima volta come comandante della flotta del fratello durante l'assedio di Mozia (397 a.C.), e per qualche tempo comandò l'intero assedio, mentre il fratello era occupato a combattere le altre città ancora in mano ai cartaginesi.
Dopo la caduta di Mozia, vi rimase con una flotta di 120 navi, per poter avvistare ed intercettare la flotta cartaginese guidata da Imilcone II. Quest'ultimo eluse la sorveglianza e passò a Panormus (odierna Palermo) in sicurezza, con gran parte delle sue forze, nonostante Leptine li abbia inseguiti affondando 50 navi, per un totale di 5000 uomini. La situazione cambiò; Imilcone fu in grado di avanzare senza opposizione lungo la costa settentrionale dell'isola, e conquistò Messana (odierna Messina) distruggendola; e da qui proseguì verso Siracusa. La sua flotta, guidata da Mago, sostenne le operazioni dell'esercito. Leptine, per ordine del fratello, avanzò immediatamente con la flotta siracusana per affrontare quella di Mago, e ne seguì una dura battaglia navale in cui Leptine dimostrò il massimo valore. Essendo però imprudentemente avanzato con 30 delle proprie navi migliori in mezzo al nemico, fu tagliato fuori dal resto della sua flotta, e fu solo in grado di fuggire.
Il risultato fu che i siracusani furono sconfitti con gravi perdite. Molte delle loro navi caddero in mano al nemico, e lo stesso Leptine si ritirò con le forze restanti a Siracusa. Durante l'assedio che seguì continuò a fornire importanti servizi, e comandò (assieme al Lecedemone Faracida) l'attacco finale al campo navale dei cartaginesi, che terminò con la completa distruzione della loro flotta.
Non esistono altri riferimenti alla figura di Leptine fino al 390 a.C., quando fu di nuovo inviato da Dioniso con una flotta ad aiutare i Lucani contro i Greci italiani. Giunse nel momento in cui questi ultimi riportavano una grande vittoria sui Thuriani. Invece di unirsi a loro per battere i nemici, offrì un rifugio ai fuggitivi Thuriani, riuscendo a far stipulare una pace ai due contendenti. Per questa azione, totalmente contraria al pensiero di Dioniso, fu privato del controllo della flotta, che fu data in mano al fratello più giovane, Tearide. In seguito offese ulteriormente il tiranno, facendo sposare una delle figlie a Filisto senza chiedere a Dioniso il permesso. Per questo motivo fu bandito da Siracusa assieme a Filisto.
Andarono a Thurii, dove i servizi resi da Leptine durante la guerra contro i Lucani gli garantirono un caloroso benvenuto. Leptine acquisì in breve tempo tanto potere tra i Greci italiani che Dioniso giudicò prudente ritirare la propria sentenza di esilio, e lo invitò di nuovo a Siracusa. Qui riottenne i precedenti diritti, oltre ad ottenere la mano della figlia di Dioniso, Dikaiosyne.
Nel 383 a.C., a causa di una nuova guerra scoppiata contro i cartaginesi, Leptine ebbe di nuovo un ruolo attivo nella difesa del fratello, comandando l'ala destra dell'esercito siracusano nella battaglia che si svolse nei pressi di Cronium, attorno al 375 a.C. Dopo aver dimostrato grande audacia, Leptine morì in combattimento, e le truppe comandate da lui fuggirono subito.